# نازعة الأسيتالديهيد
نازعة الأسيتالديهيد((بالإنجليزية: Acetaldehyde dehydrogenase)‏) هي نازعة الانزيمات التي تحفز تحويل الأسيتالديهيد إلى حمض الخليك .
أكسدة الأسيتالديهيد لخلات يمكن تلخيصها على النحو التالي:
CH 3 CHO + NAD + + لجنة الزراعة → أسيتيل التميم + NADH + H +
في البشر، هناك ثلاثة جينات معروفة التي ترمز إلى هذا النشاط الأنزيمي، ALDH1A1 ، ALDH2 ، واكتشفت مؤخرا ALDH1B1 (المعروف أيضا باسم ALDH5 ). هذه الأنزيمات هي أعضاء في فئة أكبر من dehydrogenases ألدهيد .
و عدد CAS لهذا النوع من الانزيم هو [9028-91-5].

## وصلات خارجية
- acetaldehyde+dehydrogenase في المكتبة الوطنية الأمريكية للطب نظام فهرسة المواضيع الطبية (MeSH).